# Mota del Cuervo
Mota del Cuervo est une municipalité espagnole de la province de Cuenca, dans la communauté autonome de Castille-La Manche.